# Aldo Ballarin
Aldo Ballarin (Chioggia, Véneto, 10 de enero de 1922-Turín, 4 de mayo de 1949) fue un futbolista italiano. Se desempeñaba en la posición de defensa. Fue uno de los futbolistas que fallecieron en la tragedia de Superga.

## Selección nacional
Fue internacional con la selección de fútbol de Italia en 9 ocasiones. Debutó el 11 de noviembre de 1945, en un encuentro amistoso ante la selección de Suiza que finalizó con marcador de 4-4.

## Clubes
| Club             | País   | Año       |
| ---------------- | ------ | --------- |
| Rovigo Calcio    | Italia | 1939-1941 |
| Triestina Calcio | Italia | 1941-1943 |
| Unione Venezia   | Italia | 1944      |
| Torino F. C.     | Italia | 1945-1949 |

## Palmarés

### Campeonatos nacionales
| Título  | Club         | País   | Año     |
| ------- | ------------ | ------ | ------- |
| Serie A | Torino F. C. | Italia | 1945-46 |
| Serie A | Torino F. C. | Italia | 1946-47 |
| Serie A | Torino F. C. | Italia | 1947-48 |
| Serie A | Torino F. C. | Italia | 1948-49 |